# Noord-Aziatische boeboekuil
De Noord-Aziatische boeboekuil (Ninox japonica) is een vogel uit de familie Strigidae (Echte uilen).

## Verspreiding en leefgebied
Deze soort komt voor van oostelijk Rusland (kraj Primorje) tot Korea, Japan en Taiwan en telt drie ondersoorten:
- N. j. florensis: zuidoostelijk Siberië, noordoostelijk en oostelijk China en noordelijk Korea.
- N. j. japonica: zuidelijk Korea en Japan.
- N. j. totogo: Riukiu-eilanden (Japan) en Taiwan.